# Noranta
El noranta és un nombre natural que segueix el vuitanta-nou i precedeix el noranta-u. S'escriu 90 o XC segons el sistema de numeració emprat. El 90 es pot expressar com a producte de dos nombres naturals consecutius (90=9×10) i, per tant, també com a quocient de factorials (90=10!/8!).

## En altres dominis
- És el nombre atòmic del tori.
- L'angle recte mesura 90 graus.
- El 90 és el prefic telefònic de Turquia
- Designa els llibres dels Països Baixos segons l'ISBN.
- Les mesures d'una maniquí són 90-60-90.
- Una vaca produeix de mitjana 90 kg de metà a l'any.
- Anys 90 aC, 90 i la dècada del 1990.